# Athemistus tricolor
Athemistus tricolor är en skalbaggsart som beskrevs av Carter 1926. Athemistus tricolor ingår i släktet Athemistus och familjen långhorningar. Inga underarter finns listade.